# Lars Frederiksen and the Bastards
Lars Frederiksen and the Bastards fue un proyecto paralelo de Lars Frederiksen, guitarrista de Rancid. 
Los miembros del grupo fueron Lars Frederiksen (voz y guitarra), Gordy (aparece como "Unknown Bastard") (voz), Big Jay Bastard (bajo), Craig Leg (guitarra rítmica) y Scott Abels (aparece como "Skatty Punk Rock") (batería). Aunque Whilst Craig no apareció en el primer álbum, siempre estuvo en las giras del grupo.
El grupo se formó después de que el amigo y compañero de grupo en Rancid, Tim Armstrong, le sugiriese a Lars escribir canciones sobre él y su amigo Ben cuando crecían en Campbell, California.

## Discografía
- Lars Frederiksen and the Bastards (2001)
- Viking (2004).